# 章穎 (明朝)
章穎（？—？），字叔魯，別號南洲。
精通《易》學，屢試不第，後以講學為生，徐階、陶望齡、周應中等均出其門下。與族兄章禮、章煥號稱章氏三傑。劉宗周為其外孫。